# Manzanares (rijeka u Venezueli)
Manzanares je  (es. Río Manzanares) je rijeka na sjeveroistoku Venezuele. Duga je 80 km, protiče kroz saveznu državu Sucre, te se ulijeva u Karipsko more.

## Riječni tijek
Rijeka izvire u planinskom masivu Karipske Ande, na nadmorskoj visini od 2,200 metara. Od izvora rijeka teče prema zapadu, kroz duboke kanjone, probijajući se kroz planinski teren. Zatim skreće prema sjeveru prema ušću u Zaljev Cariaco u Karipskom moru, kod grada Cumaná gdje formira deltu.
Područje njenog slijeva obuhvaća površinu od 1066 km2.
Ime su joj dali Španjolski kolonisti po istoimenoj rijeci koja protiče kroz Madrid.
Sve do kraja 1960-ih, rijeka je tokom kišne sezone uzrokovala teške poplave u gradu Cumaná, taj problem je riješen 1970. prokapanjem kanala Aliviadero.

## Vanjske poveznice
|  | Zajednički poslužitelj ima još gradiva o temi Manzanares (rijeka u Venezueli) |

- Río Manzanares na portalu Academic